# Pseudeusemia furcata
Pseudeusemia furcata is een vlinder uit de familie van de spanners (Geometridae). De wetenschappelijke naam van de soort is voor het eerst geldig gepubliceerd in 1903 door Rothschild & Jordan.